# 香港管理專業協會李國寶中學
香港管理專業協會李國寶中學（英語：HKMA David Li Kwok Po College）為一所由香港管理專業協會（HKMA）於2000年9月創辦的直資英文中學。

## 學校簡介
學校所有科目均以英語授課，而中國語文科及中國歷史科則採用普通話及廣東話教授。學校亦設有法文科，供非華語學生修讀。教師方面，招聘了本地及來自澳洲、中國內地、法國、印度、英國、加拿大或其他國家的教師。整個教師隊伍中，超過15%是從外地招聘來港。
學校接納非華裔學生入讀，學校現時的華語學生及非華語學生人數比例約為 8:2。
學校全年學費為$39,780。

## 歷任校長
李國寶中學創校至今於短短25年歷任九位校長，平均每任任期為2.78年，當中包括：
龐永欣博士 (2002 - 2007)
貝禮高先生 (2007 - 2014)
羅紹榮先生 (2014 - 2016)
張翠珊女士 (2016 - 2022)
黃菱茵女士 (2022 - 2024)
莫一帆先生 (2024 - 現任)

## 歷任副校長/助理校長
溫婉明女士 (? - 2012; 榮休副校長)
貝禮高先生 (? - 2007)
張翠珊女士 (2009 - 2016)
薛崢女士 (2012 - 2024)
Ms Ho, Ka Man Karen (? - ?)
袁美玲女士 (? - ?)
高國榮先生 (? - 2024)
蔡錦濤先生 （？ - 2024）
Ms Lam, Wing Sau Kellie (2024 - 現任)

## 學校科目

### 中一至中二
- 以英語授課：英文、數學、家政、視藝、音樂、資訊科技、公民經濟社會科、地理、綜合科學、歷史科、體育、Minds +(中一）、STEAM（中二）
- 以粵語或國語授課：中國語文、中國歷史

（非華裔學生特設中文為第二語言科及法文科）

### 中三至中六（視乎中三選科結果）
- 以英語授課：英文、數學、公民與社會發展科、視藝、音樂、資訊科技、經濟、企業會計及金融概論、地理、物理、化學、生物
- 以粵語或普通話授課：中國語文、中國歷史

（非華裔學生特設中文為第二語言科及法文科）

## 學校設施
該校校舍於2000年啟用，屬全港首批9座建成的中學「千禧校舍」之一，佔地約8000平方米，樓高8層。學校設有課室30間，全部均配置多媒體教學設備，包括電腦、投影機、投射屏幕。全校鋪設光纖及無線網絡供教學用途。課室內設有學生私人儲物櫃，供存放書本及其他物品。學校亦設有校園電視製作室，學生可以利用各種器材製作視訊節目作全校廣播。該校擁有一個多用途禮堂、兩個圖書館、16間特別用途室、4間多媒體學習室（當中包括一間Mac Lab）、小食部、擦網球場、籃球場和足球場。

## 事件

### 課室投影機被偷竊事件
2003年2月22日2時，學校保安員巡邏課室期間，發現課室的投影機不翼而飛，經點算後有六個課室共六部投影機失去，損失物品總值約18萬。警方到場調查，懷疑至少2名賊人，於凌晨潛入學校，偷去投影機並可能用車輛運走。 

### 不明氣體洩漏導致學生入院事件
2016年3月18日，大角咀一帶突然傳出異味，包括海輝道、亞皆老街、海泓道及奧運站一帶均被不明氣體異味籠罩。李國寶中學有52名學生吸入異味後感到不適入院。

## 著名/傑出校友
- 勞嘉怡：香港女歌手[註 1]

## 連結
- 香港管理專業協會李國寶中學 學校網頁（页面存档备份，存于）
- 香港管理專業協會李國寶中學 Facebook網頁 （页面存档备份，存于）
- 家庭與學校合作事宜委員會：中學概覽 - 香港管理專業協會李國寶中學[永久]